# S-IB
L'étage S-IB était le premier étage du lanceur Saturn IB, qui a été utilisé pour des missions habitées en orbite terrestre basse. Il était composé de neuf réservoirs d'ergols, huit ailerons, une structure de poussée, huit moteurs H-1, parmi de nombreux autres composants. Les réservoirs d'ergols consistaient en huit réservoirs Redstone (quatre pour le LOX et quatre pour le RP-1), arrangés autour du réservoir d'un missile Jupiter rempli de LOX. Les quatre moteurs extérieurs pouvaient être orientés pour guider la fusée en vol. Il fonctionnait environ 2,5 minutes avant sa séparation à une altitude de 62 km.

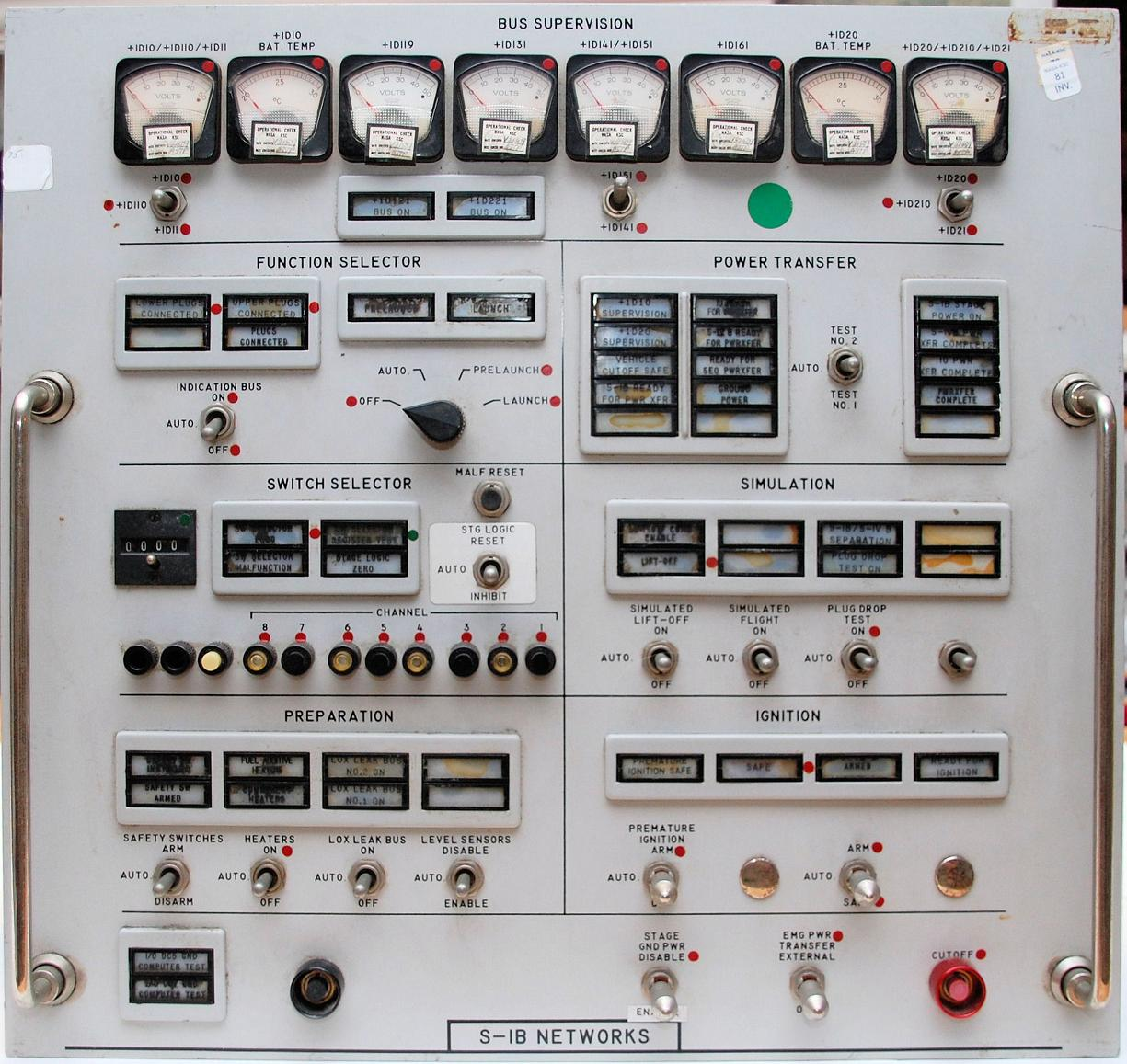
Panneau de contrôle du bus de communication du Kennedy Space Center avec la fusée S-IB.